# Formulaire de fixation des pensions alimentaires pour enfants
Le  Formulaire de fixation des pensions alimentaires pour enfants est le document officiellement utilisé au Québec pour déterminer le montant de la pension alimentaire due aux enfants. Il peut être utilisé pour les enfants de couples mariés ou les enfants de conjoints de fait.
Malgré le terme « formulaire » dans le titre, il faut comprendre qu'il s'agit d'un document à haut caractère juridique dont le contenu normatif est déterminé par des textes de loi. Le Règlement sur la fixation des pensions alimentaires pour enfants énonce le contenu obligatoire du Formulaire. 

## PartieI
La partie I contient l'identification des conjoints du couple, ainsi que la date de naissance des enfants.

## PartieII
La partie II est l'état des revenus des parents. Il contient le salaire brut, les commissions/pourboires, les revenus nets d'entreprise, les prestations d'assurance-emploi et d'assurance parentale, la pension alimentaire versée par un tiers et reçue à titre personnelle (ce qui exclut les allocations pour les enfants), les prestations de retraite, d'invalidité ou autres, les intérêts et dividendes et autres revenus de placements, les loyers nets et les autres revenus (à l'exception des transferts gouvernementaux reliés à la famille et les prestations d'aide financière, y compris l'aide financière aux études). Il s'agit de faire la somme de ces différents revenus.

## PartieIII
La partie III prévoit le calcul du revenu disponible des parents aux fins du calcul de la contribution alimentaire de base. IL s'agit de reprendre le revenu annuel de la partie II et de procéder d'abord à une soustraction appelée déduction de base. La déduction de base est prévue en bas d'un autre document appelé Table de fixation de la contribution alimentaire de base. Une fois faite la déductions de base, il faut faire des déductions supplémentaires pour les cotisations syndicales et les cotisations professionnelles lorsqu'elles existent. Par la suite, une fois qu'on a la somme des déductions, il s'agit de soustraire ces déductions des revenus totaux des parents, on obtient alors le revenu disponible de chacun des parents, puis celui des deux parents ensemble. Il faut ensuite calculer le pourcentage de revenus du père et le pourcentage de la mère.

## PartieIV
La partie IV concerne le calcul de la contribution alimentaire annuelle des parents. En tenant compte du nombre d'enfants du couple et du revenu disponible des deux parents calculé précédemment, il faut aller vérifier dans la Table de fixation de la contribution alimentaire parentale de base pour déterminer quelle est la contribution parentale annuelle de base des deux parents. Le montant du tableau est ensuite pondéré en fonction du pourcentage des revenus de chacun des parents, ce qui donne la contribution parentale de base de chacun des parents. À ce montant de base vont s'ajouter des frais de garde nets, des frais d'études postsecondaires nets et des frais particuliers nets et il faut ensuite répartir en fonction du pourcentage de revenus de chaque parent. La notion de contribution alimentaire parentale de base est prévue à l'art. 587.1 du Code civil.
Relativement à la partie IV, la notion de frais particuliers nets (art. 587.1 al. 2 C.c.Q.) peut être difficile à saisir mais elle est définie par la jurisprudence : il s'agit des frais funéraires, des frais pour l'achat d'uniformes scolaires, des cours de piano, le coût des sports de compétition tels que le patinage, le soccer et le hockey, la pratique de l'équitation, les frais de consultation d'un psychologue pour l'enfant, des frais d'orthodontie, des frais pour l'achat d'orthèses et le coût d'appareils ou équipements spéciaux. Les frais particuliers  excluent les frais sportifs lorsque l'enfant est un débutant et quand c'est une activité purement individuelle comme la gymnastique ou lorsqu'il ne s'agit pas de la principale activité de loisir de l'enfant. Il y a aussi une exclusion des frais de retour à l'école. Ces exclusions peuvent être fondées sur le fait que ces montants relatifs aux loisirs et à l'éducation sont déjà prévues par la contribution parentale de base.

## PartieV
La partie V est calculée en fonction du nombre de jours que chaque parent prévoit passer avec l'enfant. Le terme « garde exclusive » dans le formulaire réfère au parent qui a la garde pendant 80 % du temps, bien que l'utilisation de ce terme est découragé dans les faits. Le calcul de la pension du parent non gardien pour la garde exclusive est relativement simple : il s'agit de déterminer la contribution alimentaire annuelle des deux parents en additionnant la contribution alimentaire annuelle de base avec le total des frais de la partie IV, et ensuite il s'agit de multiplier ce montant par le facteur de répartition des revenus du parent non gardien. En dernier lieu, il faut soustraire la contribution volontaire du parent non gardien aux frais particulier, par exemple si le père payait volontairement les frais particuliers de hockey, il y aurait un ajustement à la baisse de sa pension alimentaire payable à la mère de l'enfant.
Le reste de la partie V concerne les ajustements supplémentaires pour les droits de visite et de sortie prolongés (20 et 40 % du temps de garde), pour la garde exclusive attribuée à chacun des parents (la garde exclusive est alternée selon l'enfant) et pour la garde partagée (chacun des parents assume au moins 40 % du temps de garde). En bref, il va y avoir davantage de partage  des coûts en fonction du nombre de jours que chaque parent garde l'enfant.

## PartieVI
La partie VI concerne la capacité de payer du débiteur.

## PartieVII
La partie VII concerne la possibilité pour les parents de soumettre leur entente parentale sur la pension alimentaire à la vérification du tribunal.

## PartieVIII
La partie VIII concerne le calcul de la fréquence de la pension alimentaire annuelle, bimensuelle, aux deux mois ou autrement.

## PartieIX
La partie IX concerne l'état de l'actif et du passif de chaque parent.